# Porphyrinia carthami
Porphyrinia carthami är en fjärilsart som beskrevs av Herrich-Schäffer 1845. Porphyrinia carthami ingår i släktet Porphyrinia och familjen nattflyn. Inga underarter finns listade i Catalogue of Life.